# NGC 4581
NGC 4581 ist eine elliptische cD-Galaxie mit aktivem Galaxienkern vom Hubble-Typ E4 im Sternbild Jungfrau auf der Ekliptik. Sie ist schätzungsweise 78 Millionen Lichtjahre von der Milchstraße entfernt und hat einen Durchmesser von etwa 45.000 Lichtjahren.

Im selben Himmelsareal befindet sich u. a. die Galaxie NGC 4599.
Das Objekt wurde am 20. April 1882 vom US-amerikanischen Astronomen Edward Singleton Holden entdeckt.